# سیارک ۹۰۴۵۰
سیارک ۹۰۴۵۰ (به انگلیسی: 90450 Cyriltyson، نامگذاری:2004BR117) نود هزار و چهارصد و پنجاهمین سیارک کشف شده‌است که در ۲۸ ژانویه ۲۰۰۴ کشف شد.